# Microdon purpurescens
Microdon purpurescens är en tvåvingeart som beskrevs av Tokuichi Shiraki 1963. Microdon purpurescens ingår i släktet myrblomflugor, och familjen blomflugor. Inga underarter finns listade i Catalogue of Life.